# Cypripedium pubescens
Cypripedium é uma espécie de orquídea terrestre, família Orchidaceae, que habita da América subantárica aos Estados Unidos da América.